# 第7方面軍 (日本軍)
第7方面軍（だい7ほうめんぐん）は、大日本帝国陸軍の方面軍の一つ。

## 沿革
占領地域が増え、それまで南西地域で統一した作戦・軍政を行う部隊がなかったことから、大本営は1944年（昭和19年）3月27日に南方軍戦闘序列を更改し新たに編制された。南方軍隷下でシンガポール方面の作戦・防衛を担当した。
編制完結は4月15日。当初の隷下兵団は第16軍、第25軍、第29軍、ボルネオ守備軍の4つだったが、ボルネオ守備軍は第37軍に改編され指揮下から離れた。1944年（昭和19年）4月25日に、方面軍司令部のあるシンガポール（当時は昭南市）防衛の為、「昭南防衛隊」の編制を下令し、10月14日編制完結。
1945年（昭和20年）5月頃から方面軍はシンガポールの守備に特に力を注ぎ、同地に展開していた第3航空軍司令部・海軍の第十方面艦隊司令部と連携する。新たな陣営を構築している最中に終戦。
同年9月11日、司令官である板垣征四郎が降伏文書に調印したが、旧宗主国大英帝国がナチス・ドイツの攻撃を受けて再進出どころではなかったため、ひとまず治安維持部隊として残留。1946年（昭和21年）6月に英国軍に引き継いで、任務完遂を果たした。

## 第7方面軍概要
- 通称号：岡
- 編成時期：1944年3月22日
- 最終位置：シンガポール
- 最終上級部隊：南方軍

## 第7方面軍の人事

### 歴代司令官
- 土肥原賢二 大将：1944年3月22日 -
- 板垣征四郎 大将：1945年4月7日 -
- （代理）木下敏 中将：1946年4月13日 - 6月12日

### 歴代参謀長
- 清水規矩 中将：1944年3月22日 -
- 綾部橘樹 中将：1944年6月27日 -

### 歴代参謀副長
- 磯村武亮 少将：1944年3月22日 -
- 志村文雄 少将：1945年7月5日 -（軍政監部総務部長を兼ねる）

### 歴代高級参謀
- 櫛田正夫 大佐：1944年3月22日 -
- 不破博 大佐：1944年9月14日 -
- 佐藤直 大佐：1945年7月18日 -

### 参謀部
- 高級参謀：今岡豊 大佐（第3課長、陸士30期、第3航空軍参謀を兼任）：1944年（昭和19年）3月22日 - ）
- 情報参謀：桑原長 中佐
- 作戦参謀：糸賀公一 中佐
- 作戦参謀：森文雄 中佐（軍政監部参謀の兼職）
- 鉄道参謀：上杉源之 少佐
- 航空参謀：宮崎正直 少佐
- 航空参謀：原田稔 少佐
- 参謀：都渡正義 大佐
- 参謀：内藤清 中佐
- 参謀：稲葉正二 少佐
- 参謀：枦山徹夫 少佐

### 副官部
- 高級副官：山田進 大佐（陸士37期）

### 司令部各部
- 兵器部長：河野省三 少将（陸士26期）：1944年（昭和19年）11月30日 -
- 経理部長：内田栄喜 主計少将：1945年（昭和20年）1月29日 -
- 軍医部長：細見憲 軍医少将：1944年（昭和19年）3月22日 -
- 獣医部長：市井正次 獣医少将：1944年（昭和19年）5月1日 -
- 法務部長：大塚操 法務少将：1944年（昭和19年）3月22日 -

## 最終所属部隊
直轄部隊
- 第46師団
- 独立混成第26旅団
- 昭南防衛司令部（1944年4月25日組織、軍令による編成完結は10月14日）
  - 司令官：田坂専一 中将 1944年（昭和19年）10月16日 - 終戦[2]
  - 参謀長：楠田胤成 大佐 1944年（昭和19年）10月16日 - 終戦[3]
  - 独立警備歩兵第79大隊：藤田肇 少佐
  - 独立警備歩兵第80大隊：塚本忠基 大尉
  - 独立野砲兵第25大隊：加藤加一 少佐
  - 野戦高射砲第48大隊：伊藤加一 少佐 (45期)
  - 野戦高射砲第94大隊：松田喜一郎 少佐
  - 臨時混成第1大隊：
  - 臨時混成第2大隊：※ 第5師団第21連隊第3大隊基幹
  - 臨時混成第3大隊：
- 独立重砲兵第13連隊：小原文雄大佐（1945年6月15日に独立重砲兵第2大隊を改編）

- 第7方面軍軍政監部
  - 総務部：（兼）志村文雄少将（第7方面軍参謀副長）
  - 参謀：森文雄中佐
  - 会計部：小林覚太主計大佐
  - 南方軍幹部候補隊：中村淳次少将
  - 南方軍下士官候補者隊：鈴木善康大佐
  - 南方軍経理教育部
  - 南方軍教育隊：明石泰二郎大佐（1944年5月7日 - 1945年3月9日、後に少将）
  - 昭南憲兵隊：中村数雄中佐

- 第16軍
  - 第48師団
  - 独立混成第27旅団
  - 独立混成第28旅団

- 第25軍
  - 近衛第2師団
  - 独立混成第25旅団
  - パレンバン防衛隊
  - パンカランブランダン防衛隊

- 第29軍
  - 第94師団
  - 独立混成第35旅団
  - 独立混成第36旅団
  - 独立混成第37旅団
  - 独立混成第70旅団

直属兵站部隊
- 第17野戦郵便隊
- 南方第1陸軍病院：細谷清軍医少将
- 南方第3陸軍病院：島津忠預軍医少将
- 第12兵站病馬廠：仁田原耕三獣医中佐
- 第18軍馬防疫廠：槇村浩獣医大佐
- 昭南交通隊
- 第7方面軍野戦兵器廠：吉野芳三大佐
- 第7方面軍野戦自動車廠：片岡幸作大佐
- 第7方面軍野戦貨物廠：永野博夫主計大佐
- 南方軍野戦造兵廠：安藤正一少将
- 南方燃料技術研究所：上村寿太郎技術大佐
- ジャワ燃料工廠：小堀金城少将
- 南スマトラ燃料工廠：浅野剛少将